# Caulokaempferia bracteata
Caulokaempferia bracteata là một loài thực vật có hoa trong họ Gừng. Loài này được K.Larsen & S.S.Larsen mô tả khoa học đầu tiên năm 2002.